# Platane d'Orient
Platanus orientalis
Espèce
Classification phylogénétique
Statut de conservation UICN

 DD  : Données insuffisantes
Répartition géographique
Le platane d'Orient (Platanus orientalis) est une espèce d'arbre de la famille des Platanacées originaire d'Europe du Sud-Est et du Moyen-Orient. Cette espèce anciennement introduite en Europe occidentale a été utilisée comme arbre d'ornement puis a été supplantée par le platane commun.

## Description
Le platane d'Orient est un grand arbre, environ 30 m de haut,  à houppier large et irrégulier. L'écorce brun rosâtre est très lisse et se délite par grandes plaques arrondies laissant des taches jaunâtres.
Les feuilles caduques, alternes, à nervation palmée, sont profondément découpées et comptent cinq lobes  aigus séparés par des sinus profonds.
Les fleurs, unisexuées, sans périanthe, sont réunies en chatons globuleux pendants, et regroupant des fleurs de même sexe.
Les fruits sont des petits akènes groupés en boules ou glomérules de 3 cm de diamètre.

Platane d'Orient de Savennières (Maine et Loire)
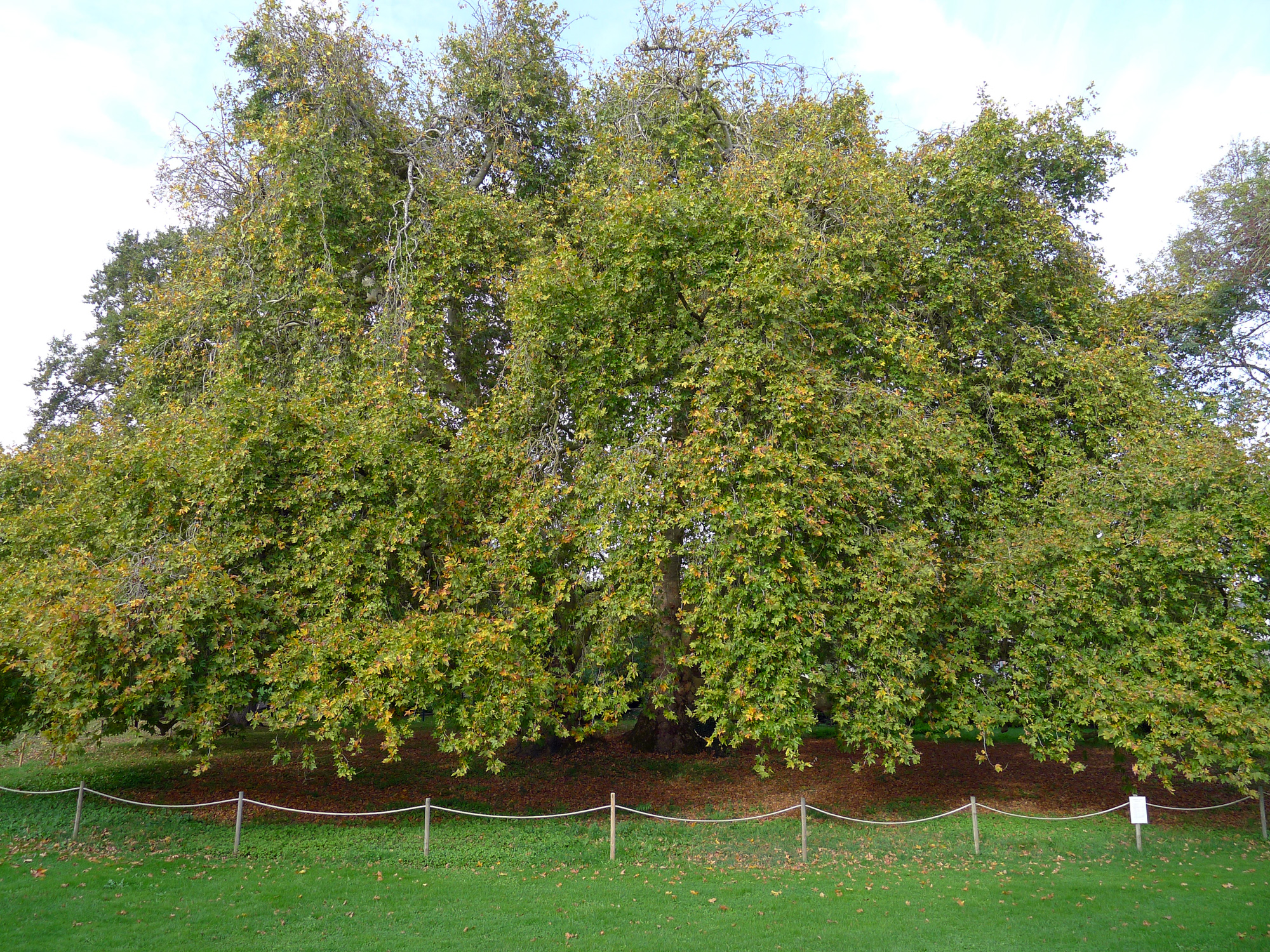
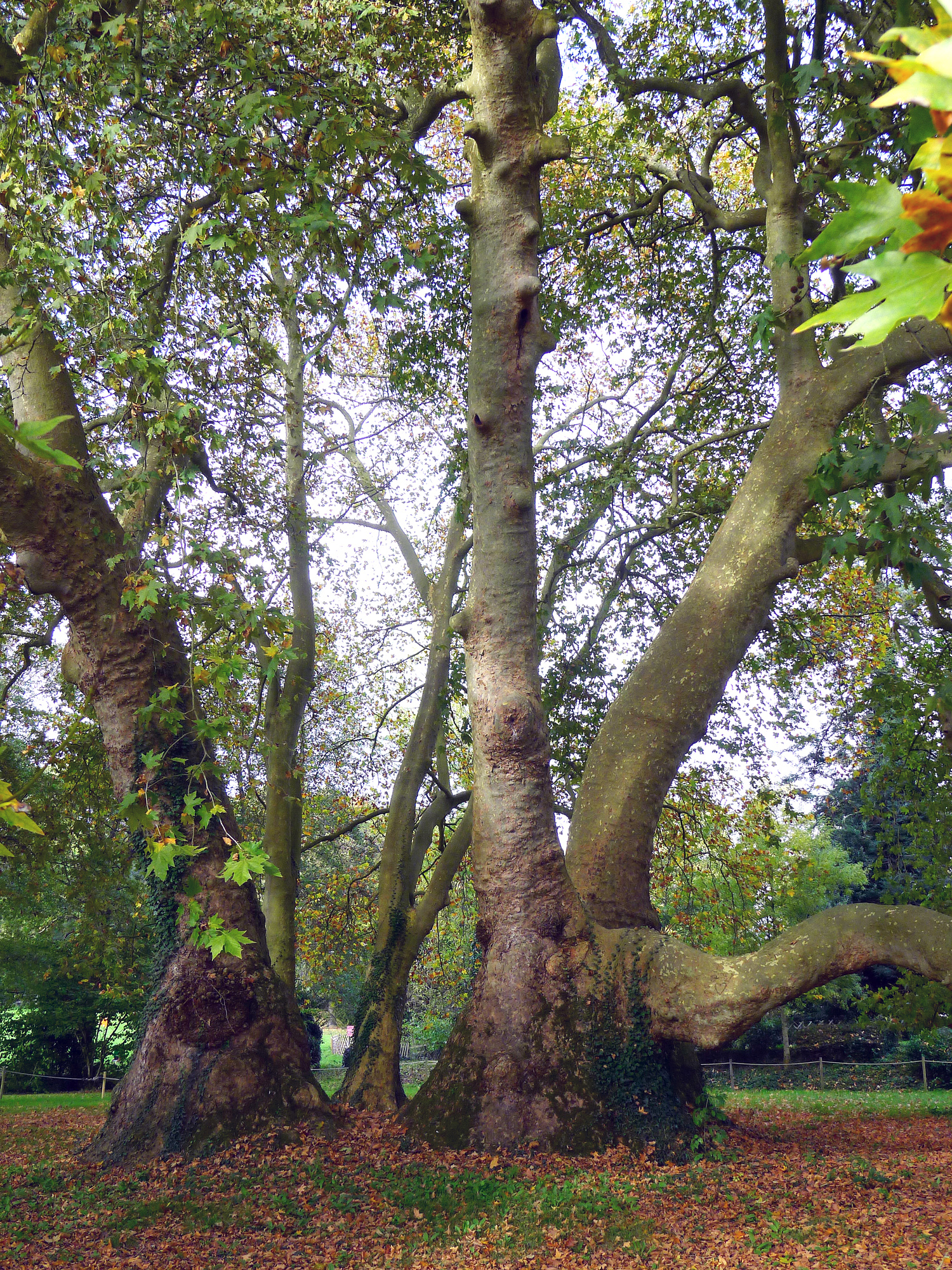
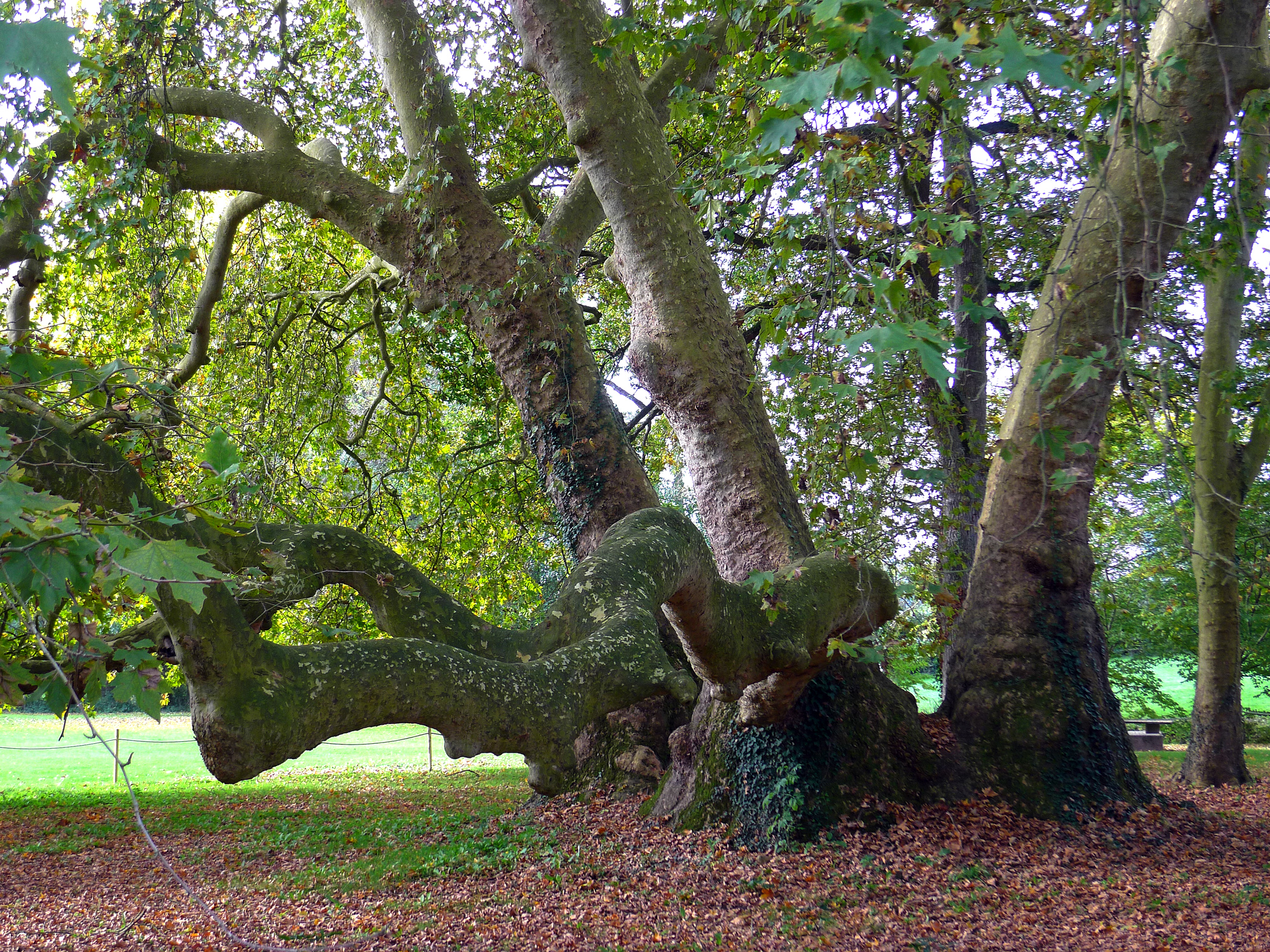

## Distribution
Cette espèce est originaire du bassin oriental de la Méditerranée : Turquie, Chypre, Grèce, Albanie, ex-Yougoslavie, Italie…

## Utilisation

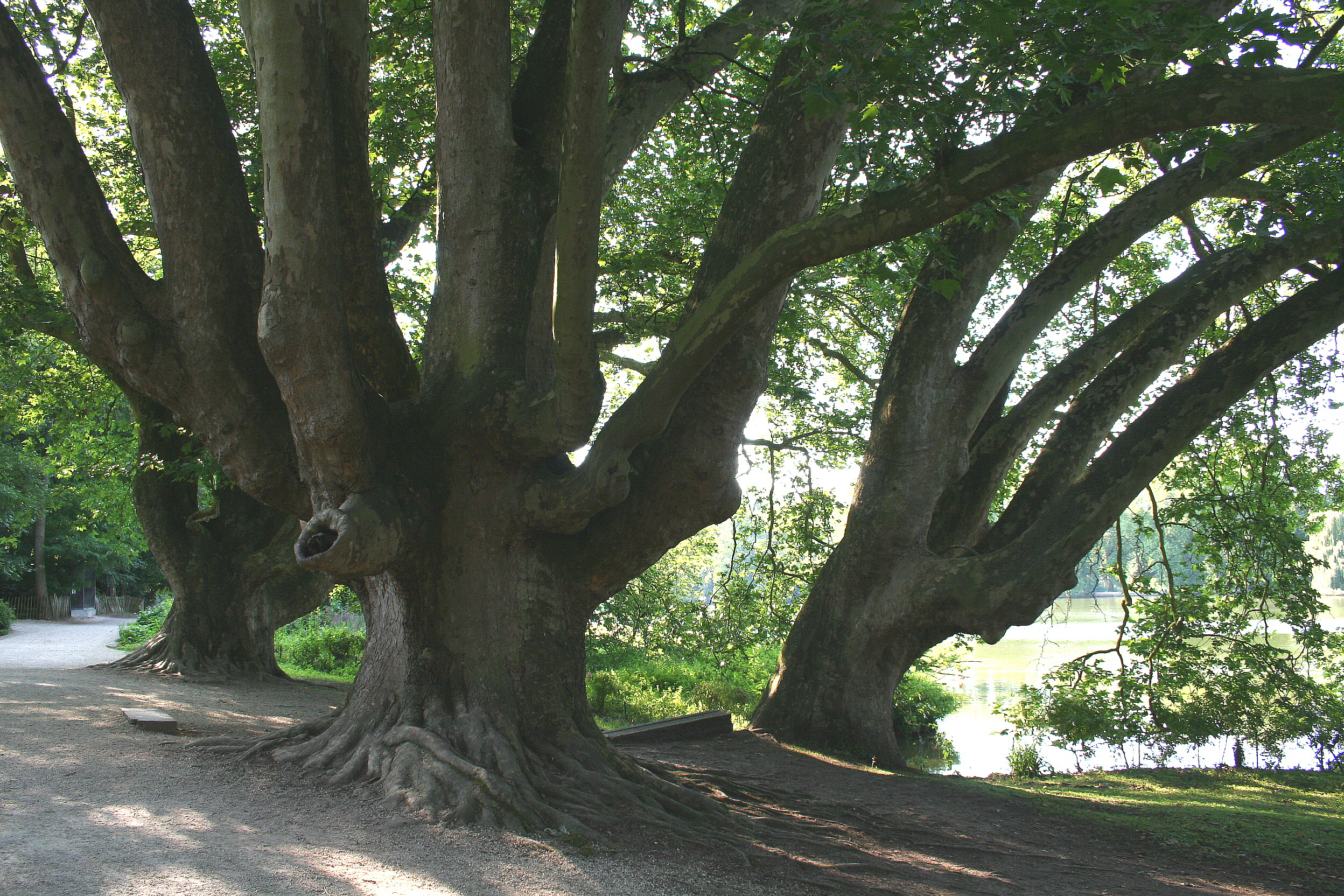
Les platanes d'Orient remarquables de Cambron-Casteau.

Le platane d'Orient est utilisé comme arbre d'ornement, mais est peu répandu.
Son bois est utilisable en menuiserie.